# Otterbein
Otterbein é uma cidade  localizada no estado americano de Indiana, no Condado de Benton e Condado de Tippecanoe.

## Demografia
Segundo o censo americano de 2000, a sua população era de 1312 habitantes.
Em 2006, foi estimada uma população de 1243, um decréscimo de 69 (-5.3%).

## Geografia
De acordo com o United States Census Bureau tem uma área de
1,5 km², dos quais 1,5 km² cobertos por terra e 0,0 km² cobertos por água. Otterbein localiza-se a aproximadamente 211 m acima do nível do mar.

## Localidades na vizinhança
O diagrama seguinte representa as localidades num raio de 24 km ao redor de Otterbein.